# Gök-Medrese

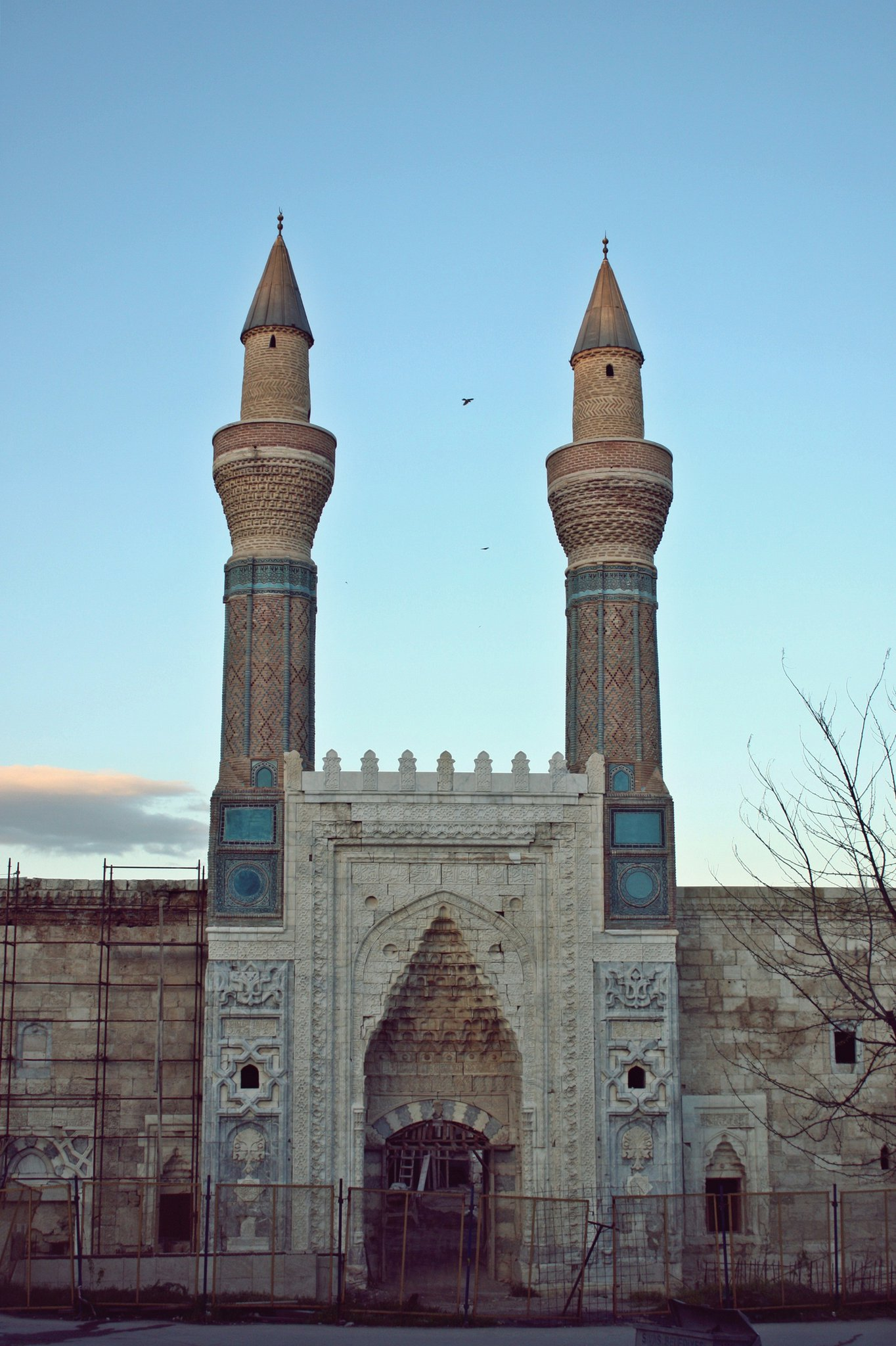
Gök-Medrese von Sivas

Die Gök-Medrese (dt.: „Blaue Medrese“), nach ihrem Stifter auch Sahibiye-Medrese genannt, ist eine islamische Medrese in Sivas, Türkei. Errichtet 1271 als religiöse Stiftung des rum-seldschukischen Wesirs Sahip Ata Fahrettin Ali durch den Architekten Kaluyan al-Qunawi, stellt sie ein bedeutendes Bauwerk der seldschukischen Architektur dar. Zusammen mit anderen seldschukischen Medresen wurde sie am 15. April 2014 zur Aufnahme in die Liste des UNESCO-Welterbes vorgeschlagen.

## Architektur
Die Medrese war ursprünglich Teil eines größeren, heute verlorenen Gebäudekomplexes (Külliye). Sie besitzt auf rechteckigem Grundriss (31,25 m Breite, der westliche Gebäudeteil ist nicht erhalten) einen offenen Innenhof (24,25 × 14,40 m), dessen Nord- und Südseite von zweigeschossigen Arkaden mit je sechs Räumen auf jedem Stockwerk gesäumt waren, und weist ein klassisches, kreuzförmiges Vier-Iwan-Schema auf. Der westliche Iwan gegenüber dem Hauptportal ist heute verloren. Zu beiden Seiten des marmornen östlichen Hauptportals erheben sich heute noch 25 m hohe Minarette, die unmittelbar der Portalfassade entspringen. Die Ecken der Ostfassade sind mit im Dreiviertelkreis vorkragenden Stützpfeilern versehen. Ungewöhnlich für die seldschukische Architektur sind die mit zwei ungleich weiten, von außen nicht sichtbaren und mit blauglasierten Kacheln gedeckten Kuppeln versehenen Räume im Innenhof hinter der Eingangsfassade.

## Baudekor
Die Medrese besitzt eine besonders reiche Ausschmückung und wird als charakteristisch für die Spätzeit der seldschukischen Architektur angesehen. Die doppelten Minarette und die Kuppel der kleinen Mescit rechts vom Eingangsportal sind mit blau und schwarz glasierten Ziegeln verziert, die dem Bau seinen Namen geben. Die Fassade ist mit Hochreliefs in Stein dekoriert, wobei Hoag (2008) die Ornamente teils aus syrischen Formen ableitet, die Gestaltung der Fächerpalmetten und die plastischen Reliefs der Eckpfeiler aber als eigenständige Schöpfung der Spätzeit ansieht, für die er den Begriff „Seldschukisches Barock“ verwendet. Die Hauptfassade ist asymmetrisch gestaltet: Zur Linken befindet sich, ähnlich wie bei der ebenfalls von Sahip Ata gestifteten Çifte-Minareli-Medrese in Erzurum, ein Brunnen (çesme), zur Rechten der Eingang zur Mescit. Beide Eckpfeiler besaßen wohl ursprünglich ein zylindrisches Dach, heute ist nur am oberen Ende des linken Pfeilers ein Muqarnas-Nischenfries erhalten. Das Hauptportal ist mit Marmorreliefs dekoriert, die eine Vielfalt von Tieren sowie Lebensbaummotive wiedergeben. Die Iwane im Innenhof sind ebenfalls mit blauglasierten Ziegeln dekoriert, deren versetzte Verlegung dem Dekor einen reliefartig vertieften Effekt verleiht. Zwischen Erd- und Obergeschoss verläuft ein Arabeskenband um den ganzen Innenhof.

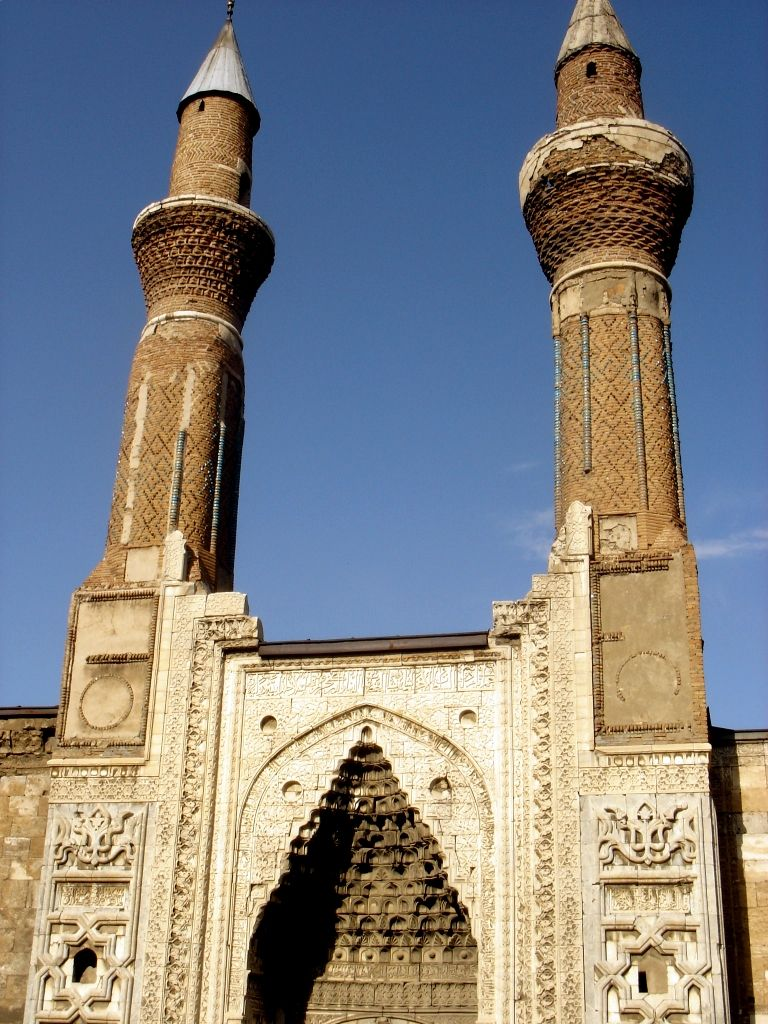
Hauptportal
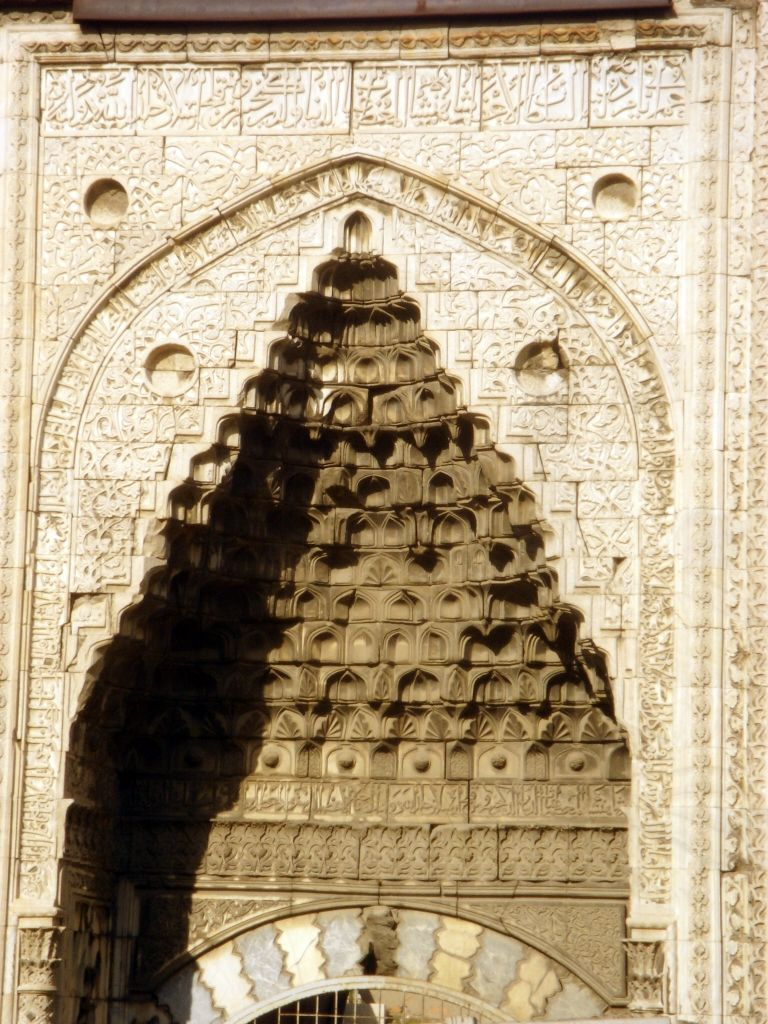
Muqarnasnische des Hauptportals